# Longhu (köpinghuvudort i Kina, Hainan Sheng, lat 19,58, long 110,39)
Longhu är en köpinghuvudort i Kina. Den ligger i provinsen Hainan, i den södra delen av landet, omkring 52 kilometer söder om provinshuvudstaden Haikou. Antalet invånare är 17 601. Befolkningen består av 8 266 kvinnor och 9 335 män. Barn under 15 år utgör 20,0 %, vuxna 15-64 år 67 %, och äldre över 65 år 12,0 %.
Runt Longhu är det ganska tätbefolkat, med 248 invånare per kvadratkilometer. Närmaste större samhälle är Leiming, 8,1 km väster om Longhu. Omgivningarna runt Longhu är en mosaik av jordbruksmark och naturlig växtlighet.
Genomsnittlig årsnederbörd är 2 382 millimeter. Den regnigaste månaden är juli, med i genomsnitt 350 mm nederbörd, och den torraste är januari, med 21 mm nederbörd.